# My Friend Irma (série de televisão)
My Friend Irma é  uma sitcom americana que foi ao ar entre 1947 e 1954 pelo canal CBS. No início, a série só era transmitida na rádio (CBS Radio) e depois em 1952, ela passou também a ser transmitida pela televisão e sendo considerada a primeira sitcom a ir ao ar no canal. Em 1949, foi feito o filme baseado na série pela Paramount e em 1950, sua sequência. Vale dizer que além de alguns atores da série terem reprisado os personagens nos dois filmes, é marcado também a estréia dos atores Jerry Lewis e Dean Martin no cinema.
A série na rádio está disponível atualmente em CD.

## Sinopse
Irma Peterson (Marie Wilson) é aquela típica loira burra que trabalha somo secretária e vive em um apartamento em New York com uma moça chamada Jane Stacey (na série, Gloria Gordon. No filme, Diana Lynn). Irma tem como vizinho um professor doido chamado Kropotkin (Hans Conried). Jane só quer saber de casar com um homem rico, por isso, ela namora com o seu próprio chefe chamado Richard Rhinelander III. Mais tarde, na segunda temporada, Jane iria se mudar para o Panama e Irma iria morar com outros amigos e inclusive, seu sobrinho chamado Bobby. Além disso, outros romances entrariam na vida de Irma.

## Versão cinematográfica
O filme My Friend Irma (1949) inclui Marie Wilson e Diana Lynn no elenco porém, é mais lembrado por ter sido o primeiro longa da carreira de Dean Martin e Jerry Lewis. Além disso, sua continuação, My Friend Irma Goes West de 1950, é a única sequência de um filme em que ambos os atores participam.

## História em quadrinhos
A Atlas Comics (Marvel) lançou uma série de gibis baseada no programa entre os anos de 1950 e 1955.

## Ouvir a
- Glowing Dial: My Friend Irma: "Irma's Christmas Party" (20/12/48) e quatro outras sitcoms
- Original Old Radio: My Friend Irma - The Reward